# Tropidurus montanus
Tropidurus montanus är en ödleart som beskrevs av  Rodrigues 1987. Tropidurus montanus ingår i släktet Tropidurus och familjen Tropiduridae. Inga underarter finns listade i Catalogue of Life.
Arten förekommer i östra Brasilien i delstaterna Bahia, Goiás och Minas Gerais. Den lever i bergstrakter som är minst 900 meter höga. Regionen utgörs av savann. Exemplaren är dagaktiva. Honor lägger ägg.
Hela populationen antas vara stor. IUCN listar arten som livskraftig (LC).